# Олден (Пенсільванія)
Олден (англ. Aldan) — місто (англ. borough) в США, в окрузі Делавер штату Пенсільванія. Населення — 4244 особи (2020).

## Географія
Олден розташований за координатами 39°55′21″ пн. ш. 75°17′17″ зх. д. / 39.92250° пн. ш. 75.28806° зх. д. (39.922410, -75.288119).  За даними Бюро перепису населення США в 2010 році місто мало площу 1,55 км², уся площа — суходіл.

## Демографія
Згідно з переписом 2010 року, у селищі мешкали 4152 особи в 1731 домогосподарстві у складі 1120 родин. Густота населення становила 2686 осіб/км².  Було 1824 помешкання (1180/км²).
Расовий склад населення:
| - 76,3 % — білих - 18,5 % — чорних або афроамериканців - 2,6 % — азіатів - 0,1 % — корінних американців |

До двох чи більше рас належало 2,0 %. Частка іспаномовних становила 2,1 % від усіх жителів.
За віковим діапазоном населення розподілялося таким чином: 19,9 % — особи молодші 18 років, 65,1 % — особи у віці 18—64 років, 15,0 % — особи у віці 65 років та старші. Медіана віку мешканця становила 42,1 року. На 100 осіб жіночої статі у селищі припадало 89,1 чоловіків;  на 100 жінок у віці від 18 років та старших — 87,2 чоловіків також старших 18 років.
Середній дохід на одне домашнє господарство  становив 75 778 доларів США (медіана — 62 212), а середній дохід на одну сім'ю — 90 925 доларів (медіана — 73 393). Медіана доходів становила 47 813 долари для чоловіків та 43 902 долари для жінок. За межею бідності перебувало 7,9 % осіб, у тому числі 11,3 % дітей у віці до 18 років та 4,2 % осіб у віці 65 років та старших.
Цивільне працевлаштоване населення становило 2195 осіб. Основні галузі зайнятості: освіта, охорона здоров'я та соціальна допомога — 26,4 %, роздрібна торгівля — 17,4 %, науковці, спеціалісти, менеджери — 10,3 %, виробництво — 8,0 %.